# 维基文库

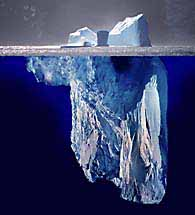
早期的圖示

维基文库（英語：Wikisource）是维基媒体基金会旗下维基百科的姊妹计划，目的是创建一个自由的、基于Wiki的文献仓库，包括每一个语言版本的完整原始文献，并且把這些文献翻译成多种語言。維基文庫曾被稱為，後在2003年12月6日经过投票确定为现在的名称。
现在维基文库上主要存放各种遵循GNU自由文档协议证书的文档以及兼容这个协议的原始文档，还有公有领域、无版权或者版权已经过期的原始文献，例如古代的诗歌、文章、法律文本等等。
这个项目在2003年11月4日开始启动。它的图标是一座寫實的冰山。但由於圖像版權問題，後又經投票，將圖標換為一個更卡通的標誌。

## 发展历史

### 早期
维基文库早期历史（2003年－2005年）包括名称和域名的变化，及在2005年不同语言分家到子域名。
项目的早期概念是为重要的历史文献提供存储，这些文献提供原始的证据和文献，扩展维基百科条目，并以其自身的版权存档。有别于如古腾堡计划等其它类型的数字档案馆，文献的收集最初集中在历史文化的重要材料。
该项目在规划阶段曾被命名为「Sourceberg」（取义古腾堡计划）。
2001年，维基百科就主要原始材料的加入发生争议，导致编辑战超越材料所提及和删除的内容。在解释该项目时，用户拖延者表示：“项目有别于古腾堡计划，就像维基百科有别于Nupedia一样”，但他很快就作出澄清：“我们并不想重复古腾堡所做的成果，相反我们要完善古腾堡。”Sourceberg就是在提供维基百科对古腾堡计划文件的链接，让上传文档至古腾堡变得快捷。外界对项目的评价最初持怀疑态度。拉里·桑格询问项目的必要性，写道：“难以回答的问题是，古腾堡项目已经存在，何必要重新发明轮子？我们想补充古腾堡，那该怎么做？”吉米·威尔士回答道：“和拉里一样，我对完善古腾堡的工作很感兴趣。但项目似乎不太可能充当编辑时的主要来源——我的意思是，莎士比亚就是莎士比亚，不管我们如何评价他的作品。”
项目开始在ps.wikipedia.org上活跃，贡献者将域名中的“PS”理解为“第一手资料”或“Project Sourceberg”。然而这导致项目与维基百科普什图语子域http://ps.wikipedia.com发生冲突（普什图语的ISO编码为PS），改由2003年11月24日正式启动的临时URL：http://sources.wikipedia.org取而代之。原有域名中的文献和讨论页面也被转移到临时地址，网站名称透过2003年12月6日投票决议，改为维基文库。直到2004年7月23日，项目移至永久链接：http://wikisource.org （页面存档备份，存于）。

### 标识及口号

中文维基文库的图标字体取自《四库全书》原文扫描，具有历史感、版权自由、象征着网站收录原文的目标，同时字体本身典雅、端庄、大气、易于辨认

维基文库前身“Project Sourceberg”的第一个标识是冰山，沿用至2006年，期间进行过两次没有结果的关于修改图标的投票。最后，出于法律和技术上的原因，以原始的冰山图标为灵感制作的矢量冰山图标被强制作为此项目的标识。
维基文库第一个在多语种的门户页面上广泛使用的口号是“自由的图书馆”（The Free Library），该页面基于维基百科门户在2005年8月27日被重新设计。和维基百科门户一样，口号伴随着十大语言版本入口环绕着图标。点击门户中央的图片（冰山标识及顶部“Wikisource”标题），将会出现Wikisource和“自由的图书馆”的60种语言翻译列表。

### 内置工具

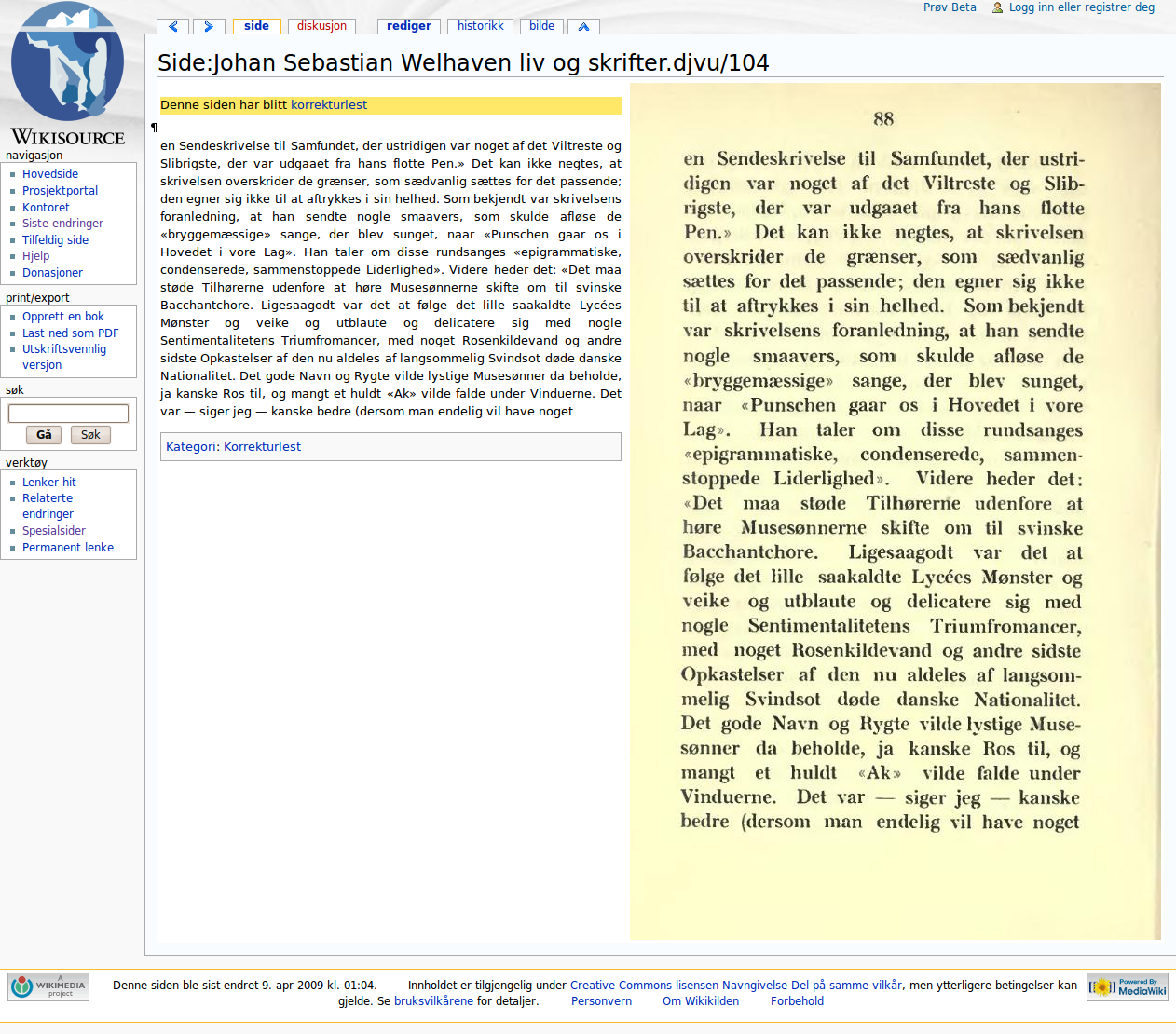
在挪威语维基文库上使用校对工具的截图，画面右侧为扫描图像，左侧为文本

开发者ThomasV为维基文库开发了专用MediaWiki扩展程序ProofreadPage（页面校对），大大方便了书面内容的转抄。作品页面的扫描图片与有关页面文本并行出现，文本校对得以实现，比其他任何的独立验证编辑方式的精度要高。一旦书籍或其他文本被扫描，原始图像可以用图像处理软件修改，以修正页面旋转等问题。修正过的图像可转换成PDF或DjVu文件，上传至维基文库或维基共享资源。
该系统能协助编者确保维基文库文本的准确性。作品完整的原始页面扫描结果，向全部用户开放，让错误等以及时更正，读者也可以核对文本的原件。ProofreadPage还允许更大程度的参与，一旦图像被上传，浏览原始作品的印刷版本，不便于对项目作出贡献。故此，该工具增加了项目遵循维基媒体“人人可编辑”原则的信用度。
ThomasV还设计了其他工具，如是否发布注释的问题一旦被商议，可以透过小工具选择显示注释或仅显示文本。又如文本是否应数字化的问题被讨论，可透过小工具显示原件，以便确认文本的原始性。
▶  如：法语维基文库对旧版字母s“ſ”的转换
|  |  |

### 里程碑
sources.wikipedia.org项目正式启动仅两周，已建立了超过1000个页面，其中有200个为正式篇目。2004年1月4日，维基文库迎来第100位注册用户。7月初，篇目数增至2400篇，注册用户超500位。2005年4月30日，注册用户总数为2667位（含18位管理员），篇目数接近19000，当天项目通过了第96000次编辑。
2005年11月27日，英语维基文库上线第三个月，共收录了20000篇作品，比该版本项目移动到语言子域名前的四月份篇目数要多。2008年2月14日，英语维基文库收录了第10万篇作品——画家弗朗西斯·比科内尔·卡朋特回忆录《在白宫的六个月》的第74章。
2006年5月10日，法语维基文库首个维基文库主题创建。

## 收录内容

维基文库的准入制度“可靠、已出版、版权许可”可用文氏图表示，绿色为最佳情况，黄色为可以勉强接受的情况

维基文库收集已出版作品的数字版本，涵盖小说、书信、演讲、历史文献、法律、艺术、文学等作品和系列文件。所收录的全部文件有版权自由，以知识共享/署名-相同方式共享协议发布。所有语言的文本和译作皆可收录。除了文本，维基文库的上还有漫画、电影、录音、笔录等材料。维基文库的所有文档须已被出版，不收录贡献者“自费出版”的书籍或文档。
对于中文维基文库而言，大部分的内容是来自其他数字图书馆。其他语言的维基文库的内容有的需要扫描源，也有些文档是从线下来源转换而来或来自其他数字图书馆。在少数情况，也接受未发表的作品，比如具备显著的历史重要性的原始文档，许可或版权法律规定不变。
维基文库唯一接受的原创作品是注解和译作，姊妹项目维基教科书也允许编者为文档建立注解版本。区别是，维基文库以文本为主，维基教科书以注释为主。注解版本在德文维基文库更受欢迎。该项目也收录用户提供的译作。英语维基文库最显著的译作是《圣经》，旨在创建新的、“自由翻译”的《圣经》。

## 架构

### 语言子域名
2004年8月，独立的希伯来语维基文库（he.wikisource.org）成立，以解决从右到左书写的希伯来文排版困难。随后几个月，包括德语在内的其他语言贡献者要求分立子域名。12月份的相关投票中，编者没有达成共识。在2005年5月12日的第二轮投票中，支持按语言分立域名的投票占了多数。
2005年8月23日，布利昂·韦伯建立了最初的14种语言版本。新的语言版本不包含英语，跨语言链接代码“en:”被暂时重定向到主站（wikisource.org）。
当时，维基文库社群将成千上万篇文本和分类按照语言分类，为第二波本地化做准备。2005年9月11日，wikisource.org被重新配置，建立了英文和其他8个语言版本。
2006年3月29日，又有三个语言版本创建，2006年6月2日的第三波在地化中，有14个语言域名被设立。目前，超过60种语言在维基文库拥有子域名。有些语言版本还在孵化器网站，有的还在wikisource.org主站（主站目前托管31种语言版本）。

### wikisource.org
虽然不少语言已经迁移到子域名，主域名wikisource.org依然运作，有如下三个目的：
1. 各语言版本的协调作用：分站后，主域名的协调作用并非很频繁。主要的活动包括，在写字间的方针交流、子站更新的新闻、里程碑消息，如Wikisource:2007。
2. 作为语言版本孵化器：30多个语言版本还没有自己的子域名，依然托管在wikisource.org[23]。其中有些版本非常活跃，建成了拥有上千篇文档（如世界语和沃拉普克语），印地文条目则达到数千，已建立网站。
3. 对访问wikisource.org的用户进行导航：当前主页门户由ThomasV在2005年8月26日创建，仿照维基百科的主页。

特定项目的协调wiki是首次在维基文库出现，后来被维基学院测试版效仿。但其主页不是多语种的门户（非wiki页）。

## 回应
拉里·桑格批评维基文库及其姊妹项目维基词典的合作性质和采用的技术，意味着没有监督的专家，因此提供内容不可靠。
北卡罗来纳大学教堂山分校新约圣经学者兼宗教学教授巴特·叶尔曼，批评英语维基文库计划创设用户生成的《圣经》译本：“民主与学术不沾边。”佐治亚大学旧约学者和犹太教教授理查德·埃利奥特·弗里德曼，指出文库的《创世纪》翻译有误。
2010年，维基媒体基金会法国分会与法国国家图书馆达成协议，向法文维基文库加入该图书馆1400项公有领域文本，并把扫描图像并上传到维基共享资源。转录文本原先是光学字符识别自动生成的，希望在维基文库得到人工改善。但该协议存在争议。
2011年，英文维基文库收到美國国家档案和记录管理局的大量高品质文档扫描，以致力于“增加文库的可访问性和可见性”。NARA的维基人多米尼克·麦克德维特-帕克斯，协助处理NARA收藏的众多图像，并将其上传至共享资源。许多文档已被转录，并以链接形式，出现在国家档案馆的在线目录中。